# (100089) 1993 FW2
(100089) 1993 FW2 es un asteroide perteneciente al cinturón de asteroides, descubierto el 23 de marzo de 1993 por el equipo del Spacewatch desde el Observatorio Nacional de Kitt Peak, Arizona, Estados Unidos.